# 100日劇場
『100日劇場』（ひゃくにちげきじょう）は、日本テレビで2010年1月23日から毎週土曜14:00 - 14:30、2月13日からは毎週土曜13:30 - 14:00に放送されたバラエティ番組。3月12日25:40 - 26:35にはこれまでの総集編とクライマックスへの近況報告を兼ねた緊急スペシャルが放送された。2010年3月20日に終了。

## 内容
一発屋芸人、インディーズミュージシャンが人生をかけて100日と言うタイムリミットの中、新たなパフォーマンスを作り出すドキュメンタリー。

## 出演者

### 案内人
- 有吉弘行

### 芸人再生
- ムーディ勝山

### 一曲誕生
- 秋風センチメンタル
- cossami

## スタッフ
- 制作：小松良徳（日本テレビ）
- 構成：田中直人、槙田英司、加藤淳一郎、矢澤春樹
- ナレーター：森圭介（日本テレビアナウンサー）
- TM：古川誠一（日本テレビ）
- 編集：早川崇
- MA：鳥居拓也
- 音効：岡田淳一
- 技術協力：E.A.T.、ドリームスペース、4Cast.co.jp
- 番組ロゴ：L
- CGデザイン：高瀬裕章
- HP：皆川陽介
- リサーチ：クロスバレー
- デスク：佐藤恵子
- 編成：東井文太（日本テレビ）
- AD：藤村潤、渡辺大介、岡和田泰紀
- AP：吉川美由紀
- ディレクター：深川隆司、石井和章、箙英明、加藤健太
- 演出：五歩一勇治
- 企画・監修：〆谷浩斗
- プロデューサー：三觜雅人・上田識喜（日本テレビ）、國玉譲治
- 企画制作：日本テレビ
- 製作著作：AX-ON